# Christian Nagiller
Christian Nagiller (né le 24 juin 1984) est un sauteur à ski autrichien.

## Palmarès

### Championnats du monde
| Épreuve / Édition | Val di Fiemme 2003 |
| Petit Tremplin    | 30e                |
| Grand Tremplin    | 31e                |

### Coupe du monde
- Meilleur classement final: 18e en 2003.
- 1 victoire.

#### Saison par saison
| Année | Lieu           |
| 2003  | Hakuba (Japon) |